# Rachid Djaïdani
Rachid Djaïdani, né en 1974, est un écrivain, réalisateur, scénariste et comédien français.

## Biographie
Né d'un père algérien, polisseur chez Peugeot, et d'une mère soudanaise, Rachid Djaïdani grandit dans la cité des Grésillons à Carrières-sous-Poissy, dans les Yvelines. À 15 ans, il passe deux CAP, maçonnerie et plâtrier-plaquiste, puis il part travailler sur les chantiers.
À 20 ans, avec son beau-frère, il est embauché comme agent de sécurité de plateau sur un « film de banlieue » qui se tourne pendant deux mois à Chanteloup-les-Vignes, La Haine de Mathieu Kassovitz, avec Vincent Cassel.
Il se lance dans la boxe anglaise et devient champion d'Île-de-France, puis décide de devenir acteur. Il assure des petits rôles au cinéma (Ma 6-T va crack-er) et à la télévision (inspecteur dans Police District sur M6, ou dans Rachid au Texas sur France 4). Il entre dans la troupe théâtrale de Peter Brook et part en tournée mondiale pendant cinq ans sur trois pièces (Hamlet, Le Costume, Tierno Bokar).
Son premier roman, Boumkoeur, qui raconte avec une tendresse nuancée la vie quotidienne des habitants d'une cité, paraît en 1999. À cette occasion, il est convié sur le plateau de l'émission Bouillon de culture de Bernard Pivot. Il publie ensuite Mon nerf, en 2004, et Viscéral, en 2007.
Parallèlement à son travail d'écrivain, Rachid Djaïdani réalise un long métrage documentaire, Sur ma ligne, sélectionné pour la 8e Biennale des cinémas arabes, qui se tient en juillet 2006 à l'Institut du monde arabe de Paris,. Sur ma ligne est aussi soutenu par l'A.C.I.D. (Association du cinéma indépendant pour sa diffusion) à Cannes en 2007.
En 2008, Rachid Djaïdani obtient une « bourse Stendhal », qui lui est accordée pour financer un séjour à New York en vue de mettre en œuvre son projet de quatrième roman.
En 2010, il réalise et monte La Ligne brune, un documentaire de 26 minutes qu'il présente au festival international du film de Dubaï en 2011. En 2011 également, il tourne pour Arte Une heure avant la datte, un web documentaire autour du ramadan.
En 2012, il est sélectionné à la Quinzaine des réalisateurs à Cannes, pour son film Rengaine.
En 2013, il prépare son deuxième long-métrage dont la sortie est prévue pour 2014.

## Publications
- Viscéral, Ed. Seuil, 2007
- Mon nerf, Ed. Seuil, 2004
- Boumkoeur, Ed. Seuil, 1999

## Filmographie

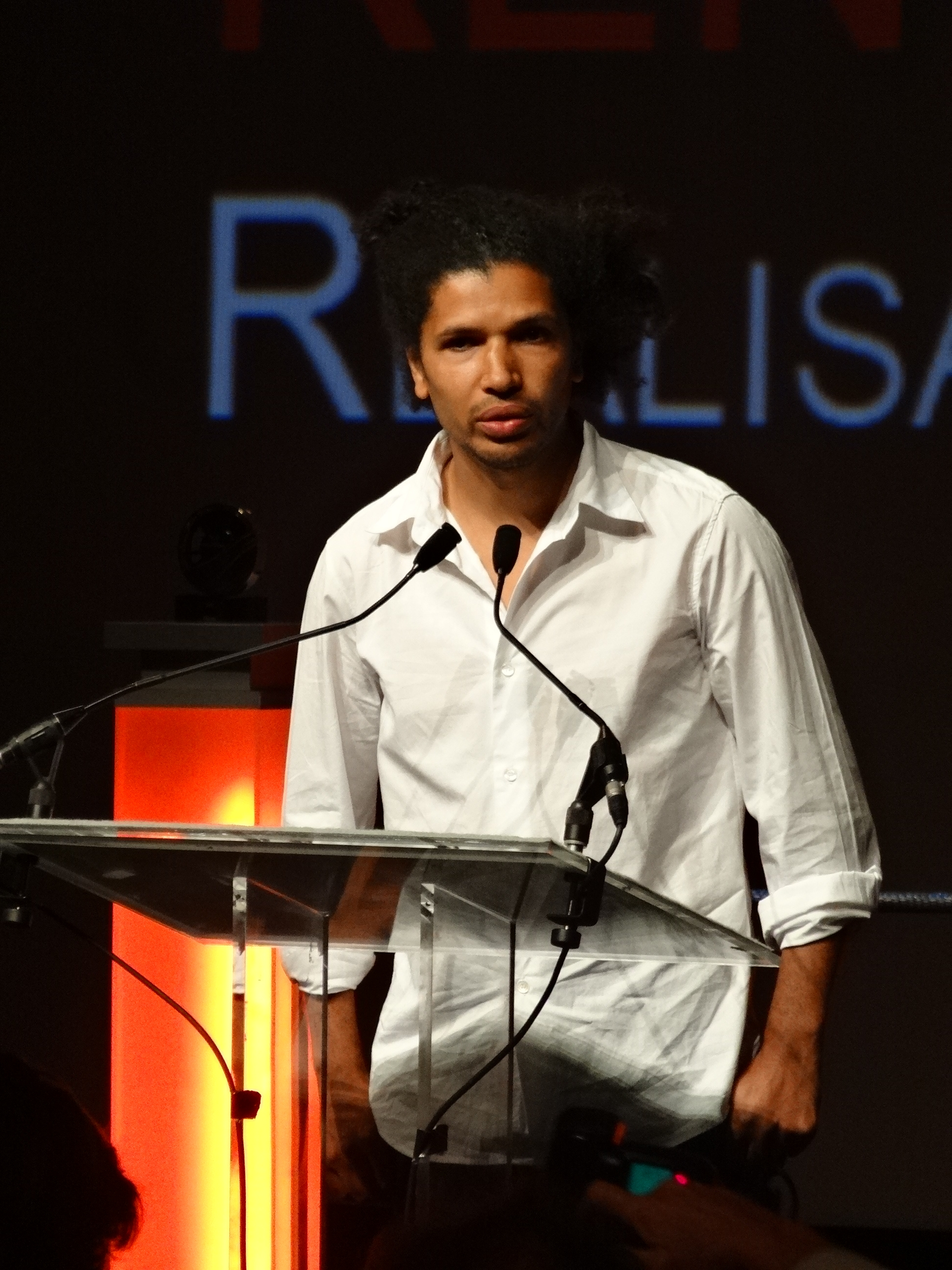
Rachid Djaïdani en 2012.

### Acteur

#### Cinéma
- 1996 : Coup de vice de Patrick Lévy : le voleur
- 1996 : Le Plus beau métier du monde de Gérard Lauzier : le jeune qui reçoit le sac poubelle jeté de la fenêtre
- 1997 : Ma 6-T va crack-er de Jean-François Richet : La Cité
- 1997 : Le Cousin d'Alain Corneau : un jeune de la cité
- 1998 : Zonzon de Laurent Bouhnik : Mouloud
- 2000 : Fais-moi rêver de Jacky Katu : Mickey[8]
- 2001 : Ligne 208 de Bernard Dumont : Hamed
- 2002 : Le Nouveau Père Noël s'appelle Rachid de Jacky Katu : Rachid[9]
- 2003 : Osmose de Raphaël Fejtö : Fabe
- 2004 : La Chepor de David Tessier[10] (court-métrage) : le livreur de pizza
- 2005 : Touché par la grâce de Florent Schmidt (court-métrage) : Bouba
- 2007 : L'Âge d'homme... maintenant ou jamais ! de Raphaël Fejtö : Mounir
- 2020 : Tout simplement noir de John Wax et Jean-Pascal Zadi : lui-même
- 2020 : Sœurs de Yamina Benguigui
- 2020 : La Couleur des rois de Julien et Simon Dara (court-métrage) : Zied

#### Télévision
- 1998 : Nés quelque part de Malik Chibane (téléfilm) : Mickael
- 2000-2002 : Police District, saisons 1 à 3 (série) : Willy
- 2002 : Navarro, épisode Sur ma vie de Patrick Jamain (série) : Samir
- 2004 : Les Cordier, juge et flic, épisode Temps mort de Jean-Marc Seban (série) : Karim
- 2008-2009 : Rachid au Texas (émission) : animateur

### Réalisateur
- 2006 : Sur ma ligne, documentaire 50'
- 2010 : La Ligne brune, documentaire 26'
- 2011 : Une heure avant la datte, web documentaire sur Arte.tv
- 2012 : Rengaine, long métrage sélectionné à la quinzaine des réalisateurs à Cannes 2012
- 2013 : Quinquennats, documentaire 26' sur canal + le 3 avril 2013 dans la nouvelle émission « Faites tourner »
- 2016 : Encré, documentaire avec Yassine Mekhnache
- 2016 : Tour de France, long métrage avec Gérard Depardieu

## Distinctions
- Festival de Cannes 2012 : Prix FIPRESCI de la Critique internationale pour Rengaine
- Festival de Deauville 2012 : Prix Michel-d'Ornano pour Rengaine
- Festival international du film indépendant de Bordeaux 2012 : Lune d'or pour Rengaine
- Festival du film arabe de Fameck 2012 : Prix de la presse pour Rengaine